# Columbia Graphophone Company
Columbia Graphophone Company fue una de las primeras empresas de gramófono del Reino Unido. Siendo propiedad de EMI, como Columbia Records, se convirtió en un sello exitoso en los años 1950 y 1960. Con el tiempo fue reemplazado por EMI Records, como parte de una estrategia de consolidación del sello EMI.

## Historia temprana
En 1922, Columbia Phonograph, como entonces se conocía a American Columbia Records, vendió su filial británica Columbia Graphophone. Sin embargo, en 1925, Columbia Graphophone compró su antigua matriz por 2.5 millones de dólares. En 1926, se adquirieron Odeon Records y Parlophone Records. El 21 de abril de 1931, la Gramophone Company y la Columbia Graphophone Company se fusionaron y formaron una nueva compañía, Electric and Musical Industries (EMI). Las leyes antimonopólicas estadounidenses obligaron a EMI a vender sus operaciones en American Columbia.

## Como un sello EMI
EMI siguió operando la discográfica Columbia en el Reino Unido hasta principios de la década de 1970, y en todas partes del mundo a excepción de los Estados Unidos, Canadá, América Latina, España y Japón, hasta que vendió su participación restante en la marca Columbia a Sony Music Entertainment en 1990.
Bajo EMI, la producción de Columbia en el Reino Unido fueron principalmente grabaciones de American Columbia, hasta 1951 cuando American Columbia cambió la distribución británica a Philips Records. En el Reino Unido, English Columbia continuó distribuyendo material de sellos hermanos, como Okeh Records y Epic Records hasta 1968, cuando la entonces proveedora de American Columbia, CBS, trasladó la distribución de todos sus sellos a la nueva empresa CBS Records, creada a partir de la compra de Oriole Records a finales de 1964. La pérdida de contenidos de American Columbia obligó a English Columbia a producir su propio material, como Russ Conway, Acker Bilk, John Barry, Cliff Richard, the Shadows, Helen Shapiro, Frank Ifield, Rolf Harris, Freddie and the Dreamers, the Dave Clark Five, Shirley Bassey, Frankie Vaughan, Des O'Connor, Ken Dodd, the Animals, Herman's Hermits, Gerry and the Pacemakers, the Seekers, the Yardbirds y Pink Floyd. Liderada por Norrie Paramor de A&R, el sello era sin duda el más exitoso en Gran Bretaña en la era del rock, antes del suceso de la música beat.
A mediados de la década de 1960, English Columbia añadió un sello audiófilo llamado Studio 2 Stereo Records. Durante ese tiempo, Columbia Graphophone Company fue absorbida por la Gramophone Company, con el sello manteniendo su identidad.
EMI se ha involucrado en un litigio con CBS respecto de la importación de discos americanos que llevaban la impronta de Columbia, en áreas donde EMI poseía ese nombre.

## Eliminación progresiva del sello por EMI y transferencia de la marca
EMI decidió reservar al sello HMV para un repertorio clásico, y había transferido a los artistas pop de HMV a Columbia y a Parlophone en 1967. EMI comenzó a reemplazar el sello Columbia con el epónimo EMI Records en enero de 1973. El último sencillo de Columbia se publicó en 1989. EMI vendió su participación restante en el nombre de Columbia en 1990 a Sony Music Entertainment (antes CBS Records), quien ya poseía Columbia Records en los Estados Unidos y en Canadá. La reasignación formal de las marcas registradas británicas de EMI, incluyendo el logo "magic notes" (notas mágicas), tuvo lugar en 1993.
En la actualidad, Sony Music prefiere utilizar el logotipo "walking eye" (ojo caminando), previamente utilizado por CBS Records y basado en el logotipo que Columbia Records introdujo en Estados Unidos y Canadá en 1995, para la marca Columbia Records en el Reino Unido y en otros países. Sin embargo, el logotipo "magic notes" es ocasionalmente utilizado, generalmente para dar un toque retro, como en los sencillos de MGMT de 2008 que usaban el "magic notes" en las etiquetas de vinilo, pero el "walking eye" en las carátulas.
El nombre de Columbia estaba todavía en algunos lanzamientos de EMI entre 1973 y 1990 (como en «Tarzan Boy» de Baltimora en 1985, Jeanne Mas y en el álbum de Kiki Dee de 1987, Angel Eyes), pero había dejado de funcionar como un sello en pleno funcionamiento.
En Australia y Alemania, EMI continuó usando el sello Columbia durante toda la década de 1970, pero agregó el sello EMI en 1973.

## Propiedad actual
Debido a su posesión del ex catálogo Columbia/EMI, el nuevo dueño del Parlophone Label Group, el grupo Warner Music, asumió la lista de artistas y el catálogo de Columbia.